# Montecaseros
Montecaseros es una localidad y distrito ubicado en el departamento San Martín de la provincia de Mendoza, Argentina. 
La colonia se inició en los años 1960 aprovechando pozos semisurgentes, y en poco tiempo se transformó en el distrito de mayor producción de uvas de la provincia, con 90 mil toneladas; también produce ciruelas y duraznos de alta calidad, favorecida por sus benignas temperaturas.
El área se alimenta del canal Montecaseros para el riego.
El Club Montecaseros tiene destacadas actuaciones en el fútbol local.